# Pseudobatos horkelii
Pseudobatos horkelii es una especie de peces de la familia Rhinobatidae en el orden de los Rajiformes.

## Morfología
Los machos pueden llegar alcanzar los 138 cm de longitud total.

## Reproducción
Es ovíparo.

## Distribución geográfica
Se encuentra en las  costas occidentales del  Atlántico sur: desde Río de Janeiro hasta la Argentina.